# Clairière de l'Armistice
La clairière de l'Armistice est la clairière où se trouvait le wagon dans lequel ont été signés l'armistice du 11 novembre 1918 entre la France, ses alliés et l'Allemagne, puis l'armistice du 22 juin 1940 entre la France et le Troisième Reich.
Elle est située dans le département de l'Oise, en forêt de Compiègne, sur le territoire de la commune de Compiègne. Son nom secondaire — de « clairière de Rethondes » — vient de sa proximité avec l'ancienne gare de Rethondes qui était située sur la commune de Compiègne et non sur la commune voisine de Rethondes, dont elle était séparée par la rivière Aisne.

## Armistice de novembre 1918

### La recherche d'un lieu de négociation
Alors que, à la suite des offensives alliées de l'été 1918, le Grand État-Major allié s'attend à une demande d'ouverture de négociations d'armistice de la part des Allemands, le maréchal Foch, commandant en chef du front de l'Ouest, demande à la DTMA, la Direction du transport militaire aux armées, installée auprès du Grand Quartier général allié de Senlis de trouver un site pour abriter cette négociation d'armistice. Il doit pouvoir accueillir le train de Foch et un autre train pour la délégation allemande. Selon le général Weygand, Foch recherchait « une solitude du lieu qui devait assurer le calme, le silence, l'isolement, le respect de l'adversaire vaincu pendant le temps des négociations ».
Les représentants des réseaux ferrés est et nord qui siègent à la DTMA se mettent, avec les militaires, à la recherche d'un tel lieu. Il est alors proposé le site de la petite gare de Rethondes, située à environ 600 m du village éponyme dont elle est séparée par l’Aisne, sur les axes routier (RN 31) et ferroviaire (ligne aujourd’hui partiellement déferrée) reliant Compiègne à Soissons qui présente certaines facilités tout en n'étant pas trop éloignée ni du front, ni du quartier général allié. Mais une délégation de ce quartier général juge qu'elle n'est pas assez isolée. En quittant cette gare à la recherche d'un autre site dans les environs, elle tombe sur deux épis ferroviaires parallèles, espacés d'une centaine de mètres et quittant la voie principale pour s'enfoncer dans une futaie de la forêt de Compiègne. Ces voies annexes servent alors à l’acheminement des pièces d’artillerie lourde sur rail pour le tir longue portée sur les lignes allemandes situées à quelques dizaines de kilomètres de là et ne figuraient pas sur les cartes des réseaux ferrés civiles (mais étaient répertoriées sur les cartes militaires françaises mais aussi allemandes comme en témoignera une carte retrouvée après la guerre). Le lieu est proposé à l'état-major et validé par Foch.

### L'arrivée des délégations

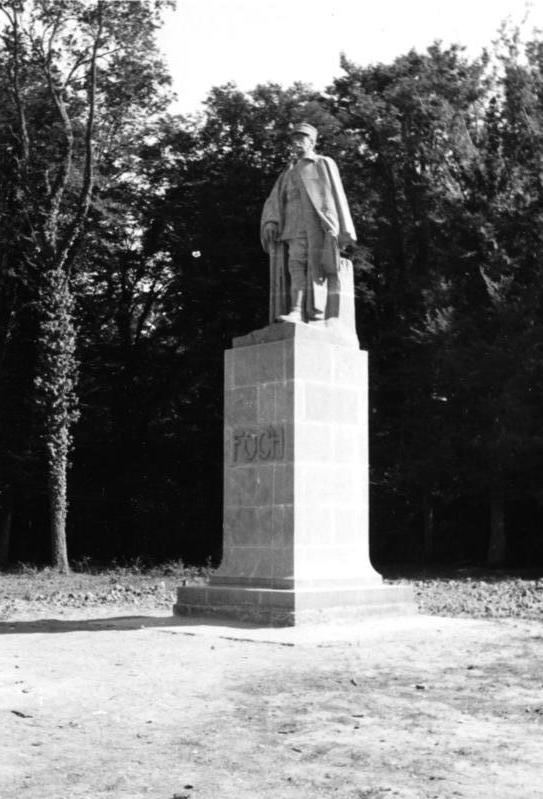
La statue de Foch en 1940.

Les Allemands ayant adressé le 6 octobre une demande d'ouverture des négociations, le site est très rapidement et très sommairement aménagé pour que les trains puissent y circuler et y stationner (élagage de branches, installation d'un caillebotis entre les deux voies).
Sur l'une des voies est acheminé dans la matinée du 8 novembre le train de commandement de Foch et sur l'autre un train aménagé pour la délégation allemande dont le wagon principal est celui de l'ancienne impératrice Eugénie. La délégation allemande est accompagnée par le commandant de Bourbon Busset. Après un trajet en voiture depuis La Capelle (Aisne) elle monte dans le train à Tergnier (Aisne) et arrive ainsi à la clairière de Rethondes. L'armistice sera signé 3 jours plus tard le 11 à 5 h 15 du matin dans le wagon-salon de Foch où se déroulent les négociations.
Le nom trompeur de clairière de Rethondes (ou simplement Rethondes) qui est donné au lieu vient de sa proximité de l'ancienne gare de Rethondes où aboutissaient les deux épis ferroviaires. Cette petite gare se trouvait sur la commune de Compiègne et avait été nommée ainsi pour la différencier de la gare principale de la ville et parce que le village de Rethondes n'en était pas très éloigné.

## Aménagement du site pendant l'entre-deux-guerres
Le site est aménagé en 1922 par l'architecte Marcel Magès en collaboration avec l'écrivain et ancien combattant Binet-Valmer, président de la Ligue des chefs de section, pour devenir le symbole de la Victoire et de la paix.

### Monument aux libérateurs de l'Alsace-Lorraine
Avant d'arriver à la clairière, on découvre, sur le côté de la route, le monument dédié aux libérateurs de l'Alsace-Lorraine dit « monument aux Alsaciens-Lorrains », œuvre d'Edgar Brandt, ferronnier partiellement alsacien par ses grands-parents paternels,  représentant un aigle renversé, transpercé par une épée avec cette dédicace inscrite sur le socle : « Aux héroïques soldats de France, défenseurs de la Patrie et du Droit, glorieux libérateurs de l'Alsace et de la Lorraine. »

### La Clairière
À partir de ce monument, est percée une large allée de 250 mètres de long conduisant à une clairière ovale d'une centaine de mètres de diamètre qui a été dégagée en rasant la futaie, laissant apparaître les deux voies ferrées. L'emplacement où se trouvait le wagon de l'Armistice est marqué par un gros rocher taillé posé entre les rails avec l’inscription « Maréchal Foch » gravé sur le dessus.

#### Dalle commémorative
Au centre de la clairière, à mi-distance des deux voies ferrées, est posée une dalle monumentale avec l'inscription rédigée par Binet-Valmer : « Ici le 11 novembre 1918 succomba le criminel orgueil de l'Empire allemand vaincu par les peuples libres qu'il prétendait asservir ».

#### Statue du maréchal Foch
Une grande statue en pied du maréchal Foch par Firmin Michelet est ajoutée sur le côté de la clairière en 1937 (Foch est mort 8 ans plus tôt, en 1929).

### Wagon de l'Armistice
Le wagon de l'Armistice qui entretemps a été retourné en 1919 à son propriétaire, la Compagnie internationale des wagons-lits (il avait été réquisitionné en 1918), est acquis cette même année par le gouvernement français et installé dans la cour d'honneur des Invalides à Paris d'avril 1921 à avril 1927. À la suite des demandes récurrentes du député-maire de Compiègne, Robert Fournier-Sarlovèze, et grâce au mécénat d'Arthur Henry Fleming (en), un Américain de Pasadena, le wagon est restauré, convoyé jusqu'à la clairière et un bâtiment est construit à côté pour l'abriter. L'aménagement intérieur et le placement des documents ont été réalisés par le colonel Gombault. Il est inauguré lors des commémorations du 11 novembre 1927 en présence du maréchal Foch et des officiers alliés présents lors de la signature de l'armistice.

## Armistice de juin 1940

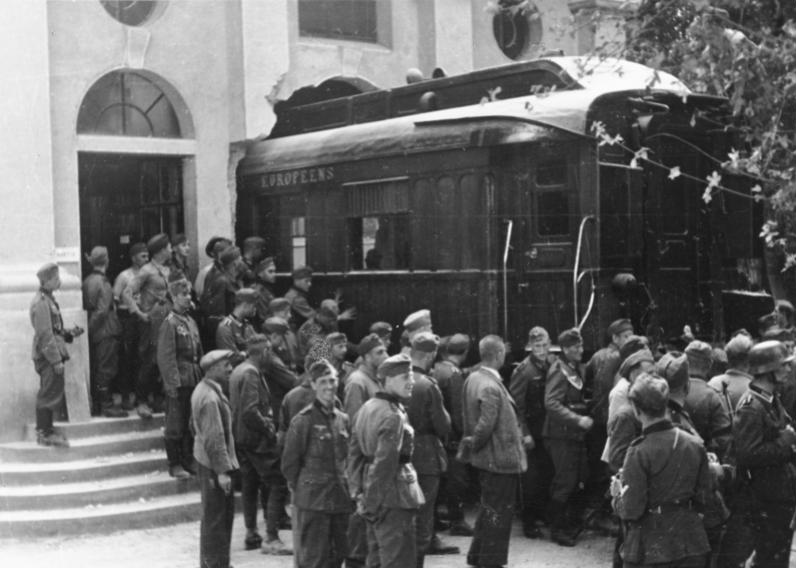
Le 21 juin 1940, après avoir abattu un mur du musée abritant le wagon depuis 1927, les soldats allemands extraient le wagon pour l'amener à son emplacement du 11 novembre 1918, en prévision du passage de Hitler.

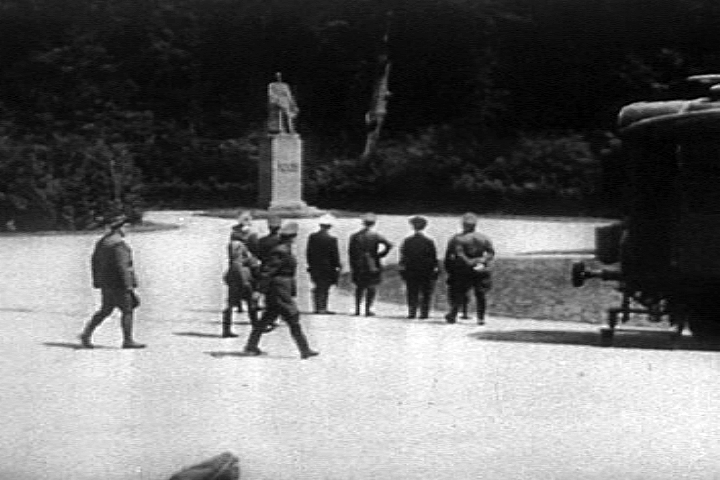
Hitler (la main au côté), accompagné de hauts dignitaires nazis et de ses généraux, regardant la statue du maréchal Foch avant d’entrer dans le wagon pour le début des négociations de l'armistice, signé le lendemain en son absence.

Après la défaite des troupes alliées lors de la campagne de France, Hitler exige que l'armistice soit signé sur le lieu de signature de l'armistice de 1918. Le 20 juin 1940, l'organisation Todt remet la voie ferrée en état puis amène le wagon de l'Armistice à son emplacement exact de novembre 1918, à une centaine de mètres du bâtiment qui l'abritait. Le 21 juin, Hitler, accompagné de ses généraux et quelques hauts dignitaires nazis, se rend sur place quelques heures pour le début des négociations d'armistice. La délégation française est menée par le général Huntziger accompagné de l'ambassadeur Léon Noël, du général d'aviation Bergeret et du vice-amiral Le Luc. La rencontre se déroule dans le wagon. Hitler quitte rapidement les lieux, laissant les négociations se poursuivre, et l'armistice est signé, au même endroit le lendemain en fin d’après-midi, par les généraux Keitel et Huntziger.
Ensuite, sur ordre de Hitler, le wagon est convoyé jusqu'à Berlin puis l'ensemble des édifices et monuments est dynamité (seule, la statue de Foch reste intacte), la destruction de la dalle commémorative étant filmée. Le terrain est ensuite aménagé pour être labouré et planté de blé.
Face à l'avancée alliée, le wagon quitte Berlin en 1944 puis, en avril 1945, il est brûlé par les SS dans la région d'Ohrdruf à Crawinkel en forêt de Thuringe, dans le centre de l'Allemagne, sur ordre de Hitler.

## Après la Seconde Guerre mondiale
Compiègne libéré le 1er septembre 1944, le général Kœnig se déplace le 21 octobre pour assister à une première réunion réparatrice dans la clairière où une toile commémorative est placée à l'endroit de la dalle. Il y sera également présent le 11 novembre 1944 accompagné de Jules Jeanneney.
Le site est reconstitué à l'identique à la fin des années 1940, le monument aux Alsaciens-Lorrains est reconstruit et les morceaux de la dalle centrale retrouvés en Allemagne sont rapportés à Compiègne le 17 août 1946. La République française fait l'acquisition d'un wagon de la même série de 1913 et le fait réaménager à l’identique ; un nouveau bâtiment est construit pour l'abriter. En 1960, une salle lui est adjointe, puis deux autres en 1993, consacrées aux armistices de 1918 et 1940, constituant le « mémorial » ou « musée de l'Armistice ».
La clairière est inscrite aux monuments historiques par un arrêté du 7 septembre 2001.